# Takenori Nemoto
Pour les articles homonymes, voir Nemoto.
Takenori Nemoto (根本 雄伯, Nemoto Takenori), né en 1969 à Kamakura (Japon), est un corniste, compositeur et chef d'orchestre japonais.

## Biographie
Takenori Nemoto commence sa formation musicale dès l’âge de 3 ans (violon, piano) et l’étude du cor ainsi que celle de direction d'orchestre à 15 ans.

### Études et récompenses
Après avoir obtenu plusieurs prix d’excellence (cor, chant, piano, musique de chambre, orchestre, direction d'orchestre, harmonie, contrepoint, orchestration, pédagogie, analyse musicale…) à l'Université nationale des beaux-arts et de la musique de Tokyo, il arrive en France en 1992 et entre à l’École normale de musique de Paris où il obtient, à l’unanimité avec les félicitations du jury, le Diplôme supérieur d’exécution (1993) ainsi que le Diplôme supérieur de concertiste de cor (1997) dans la classe de Georges Barboteu.
Parallèlement il poursuit ses études au Conservatoire national supérieur de musique et de danse de Paris et obtient en 1996 le premier prix de cor à l’unanimité dans la classe d’André Cazalet avant d’y effectuer un cycle de perfectionnement de musique de chambre avec son quintette à vent Quintette Zéphyr dans la classe de Maurice Bourgue.
Il est lauréat de plusieurs concours internationaux tels que les « Nouveaux virtuoses de cuivre de Tokyo » (1992), le concours international de cor de Toulon (1998), le concours international de cor de Trévoux (1998) et le concours International « Premio Rovere d’Oro » (Italie/2000). Il a également reçu au sein du Quintette Zéphyr le 2e prix au Concours international de quintette à vent Henri-Tomasi de Marseille en 2003.

### Compositions et orchestrations
Parallèlement à sa carrière de corniste, il travaille en tant que compositeur. Son Annonciation pour flûte et harpe a été récompensée au Tournoi International de Musique de Rome en 2004. Il a écrit en 2006 Princesse à la coupe de bois pour violoncelle, percussions et chœur d’enfants, inspirée d’un conte japonais pour la série La voix d’enfants dans les musiques d’aujourd’hui. Elle a été créée la même année par l’ensemble Justiniana. Il travaille également comme orchestrateur et a réalisé pour la saison 2006/2007 une version en musique de chambre de l’opéra comique SADMP pour la compagnie Les Brigands et une nouvelle version de l’opéra Der Mond de Carl Orff pour l’Opéra de Paris,. En 2008, il est désigné par le compositeur Thierry Pécou pour réaliser une version pour onze instrumentistes de son concerto pour piano Oiseaux innumérable.
Sa dernière œuvre symphonique Ce qu'a murmuré le vent d'Est à l'oreille des arbres, commande de l'orchestre de Besançon Franche-Comté, est créée en novembre 2010 sous la direction de Jean-François Verdier, puis repris en 2011 par l'Orchestre Poitou-Charentes (l'actuel Orchestre de Chambre Nouvelle-Aquitaine).
Trois de ses transcriptions d'opéras sont éditées chez Editions Schott : Hänsel und Gretel (Engelbert Humperdinck), Der Mond (Carl Orff) et Von Heute auf Morgen (Arnold Schönberg)

### Carrière artistique
Après avoir assuré le poste de cor-solo à l’Académie européenne de musique du Festival international d'art lyrique d'Aix-en-Provence pendant la production La Cenerentola version sous la direction de Laurence Equilbey, il est depuis 2005 cor-solo de l’orchestre de Chambre Pelléas, de l’orchestre Poitou-Charentes (l'actuel Orchestre de Chambre Nouvelle-Aquitaine) et de Les Musiciens du Louvre. Il est également membre du Quintette Zéphyr (quintette à vent), du Trio Sol (violon-cor-piano) et de l’Ensemble Calliopée (ensemble à géométrie variable).
En tant que soliste, il s'est produit en 2007 au Théâtre du Châtelet à Paris et à l'Opéra de Vichy accompagné par l'orchestre de Chambre Pelléas sous la direction de Benjamin Lévy (Symphonie concertante de Mozart). Pour l'année Olivier Messiaen en 2008, il se produit aux côtés de Jean-Frédéric Neuburger et Jean-François Heisser au Théâtre Auditorium de Poitiers pour interpréter Des canyons aux étoiles..., l'œuvre qu'il rejoue à La Folle Journée de Nantes, ainsi qu'au Festival Berlioz à la Côte-Saint-André en 2013, puis au festival Messiaen au pays de la Meije en 2017. Il enregistre cette œuvre monumentale en 2021 aux côtés de Jean-Frédéric Neuburger, d'Adélaïde Ferrière, et de Florent Jodelet, sous la direction de Jean-François Heisser. Son interprétation du célèbre Appel interstellaire reçoit de nombreux éloges, comme le montre l'article paru dans Le Monde qui la qualifie de "prestation d’anthologie". Pendant la saison 2009/2010, il se produit en soliste aux côtés de Thomas Michael Allen et de Jean-Jacques Kantorow pour interpréter la Serenade de Benjamin Britten.
Depuis 2006, il est directeur artistique du festival Musica Nigella et crée en mai 2010 un ensemble à géométrie variable Ensemble Musica Nigella dont il assure la direction musicale.
Depuis 2011, il a dirigé plusieurs productions lyriques notamment le Voyage d'hiver (Franz Schubert / mise en scène : Yoshi Oida / Théâtre de l'Athénée Louis-Jouvet), Carmen (Georges Bizet / mise en scène : Brontis Jodorowsky), Hänsel et Gretel (Engelbert Humperdinck / mise en scène : Mireille Larroche / Espace Cardin), Maria de Buenos Aires (Astor Piazzolla / mise en espace : Jean-Philippe Salério), Pierrot lunaire (Arnold Schönberg / mise en scène : Jean-Philippe Desrousseaux / Théâtre de l'Athénée Louis-Jouvet & Amphithéâtre de l'Opéra Bastille), L'Enfant et les sortilèges (Maurice Ravel / mise en scène : Catherine Dune) et Cendrillon (Nicolas Isouard / mise en scène : Jean-Philippe Desrousseaux / Théâtre Manoel), Hamlet (Ambroise Thomas / mise en scène : Didier Henry / Théâtre élisabéthain du Château d'Hardelot), Quand le diable frappe à la porte (Diptyque lyrique / Les Trois baisers du diable : Jacques Offenbach & Von Heute auf Morgen : Arnold Schönberg / mise en scène : Alma Terrasse / Théâtre de l'Athénée Louis-Jouvet), Deux soldats (Diptyque lyrique / L'Histoire du Soldat : Igor Stravinsky & Le Silence de la Mer : Henri Tomasi / mise en scène : Victoria Duhamel).
En 2023, l'Académie des sciences, belles-lettres et arts de Rouen lui décerne le Prix Henri Hie pour son travail de recherche et de reconstitution historique dans le disque Caplet, le conteur

### Enseignement artistique
Titulaire du CA, Takenori Nemoto a enseigné entre 2005 et 2015 en tant que professeur de cor au Conservatoire de Musique de Cachan et a dirigé de 2005 à 2008, l’orchestre symphonique du Val de Bièvre qui regroupe les élèves du troisième cycle des trois Conservatoires de Musique : Cachan, L'Haÿ-les-Roses et Fresnes.
Il a été invité par l'Université préfectorale des arts d'Aichi en 2017 pour y enseigner le cor, la musique de chambre, l'orchestration ainsi que la direction d'orchestre.
De 2018 à 2024, il a enseigné au Conservatoire à rayonnement régional de Bordeaux.
Il intervient régulièrement au sein des établissements d'enseignement artistique supérieur comme l'Ecole Supérieure Musique et Danse Hauts-de-France, le Conservatoire à rayonnement régional de Versailles et l'Université Paris-Diderot.

## Enregistrements
- Jean Renoir (réalisateur), Marc-Olivier Dupin (compositeur), Nana, film muet accompagné de musique de Marc-Olivier Dupin, Gie Sphe-Tf1, 3 novembre 2004
- Benjamin Levy et Campagnie Les Braigands, Maurice Yvan, Ta bouche, ABE, 4 novembre 2005
- Marc Minkowski, Les Musiciens du Louvre-Grenoble, Wolfgang Amadeus Mozart, Symphonies No. 40 & 41, Archiv Produktion, 5 juin 2006
- Jean-François Heisser, Orchestre Poitou-Charentes, Manuel de Falla, El amor brujo (L'amour sorcier), Mirare, 8 janvier 2007
- Marc Minkowski, Les Musiciens du Louvre-Grenoble, Jacques Offenbach, Romantique, Archiv Produktion, 13 février 2007
- Benjamin Levy et Campagnie Les Braigands, Jacques Offenbach, Le docteur Ox, Amiral LDA (Tourbillon), 2 novembre 2007
- Marc Minkowski, Les Musiciens du Louvre-Grenoble, Joseph Haydn, Symphonies londoniennes, Naïve, 30 mars 2010
- Marc Minkowski, Les Musiciens du Louvre-Grenoble, Georg Friedrich Haendel, Water Music, Naïve, 28 septembre 2010
- Jean-François Heisser, Orchestre Poitou-Charentes, Alban Berg, Kammerkonzert (Concerto de chambre), Mirare, 1er février 2011
- Marc Minkowski, Les Musiciens du Louvre-Grenoble, Hectir Berlioz, Harold en Italie, Naïve, 10 octobre 2011
- Jean-François Heisser, Orchestre Poitou-Charentes, Théodore Dubois, Œuvres pour orchestre, Mirare, 11 octobre 2011
- Ensemble Calliopée, Kryštof Mařatka, Chamber works (Œuvres de musique de chambre), DUX, 14 novembre 2011
- Takénori Némoto, L'Ensemble Musica Nigella, Gaetano Donizetti, Rita, ou le mari battu, Maguelone/Seastar Music Live, 5 décembre 2011
- Marc Minkowski, Les Musiciens du Louvre-Grenoble, Franz Schubert, Symphonies, Naïve, 10 septembre 2012
- Takénori Némoto, Ensemble Musica Nigella, Marie Lenormand, Ravel, l'exotique, Klarthe, 31 mai 2019
- Takénori Némoto, Ensemble Musica Nigella, Louise Pingeot, Eléonore Pancrazi, Jean-Michel Dayez, Pablo Schatzman, Chausson, le littéraire, Klarthe, 24 avril 2020
- Takénori Némoto, Ensemble Musica Nigella, Didier Henry, Poulenc, l'espiègle, Klarthe, 8 octobre 2021
- Takénori Némoto, Ensemble Musica Nigella, Mélanie Boisvert, Odile Heimburger, Benoît Rameau, Antoine Philippot, Offenbach, le diabolique, Maguelone, 15 novembre 2021
- Jean-François Heisser, Orchestre de Chambre Nouvelle-Aquitaine, Jean-Frédéric Neuburger, Takénori Némoto, Olivier Messiaen, Des canyons aux étoiles, Mirare, 26 août 2022
- Takénori Némoto, Ensemble Musica Nigella, Cécile Achille, Cyrille Dubois, Fauré, le dramaturge, Klarthe, 9 septembre 2022
- Takénori Némoto, Ensemble Musica Nigella, Cécile Achille, Laurent Deleuil, Iris Torossian, Emilie Heurtevent, Caplet, le conteur, Klarthe, 26 mai 2023
- Takénori Némoto, Ensemble Musica Nigella, Mélanie Boisvert, Odile Heimburger, Benoît Rameau, Antoine Philippot, Schönberg, l'intimiste, Maguelone, 13 septembre 2024